# Stanford University Women's Volleyball 2016
Questa voce raccoglie le informazioni riguardanti la Stanford University Women's Volleyball nella stagione 2016.

## Stagione
La stagione 2016 vede per il sedicesimo anno consecutivo John Dunning alla guida delle Cardinal, affiancato Denise Corlett nelle vesti di allenatrice associata. Allo staff si aggiunge l'ex nazionale statunitense ed ex Cardinal Cassidy Lichtman, nel ruolo di assistente allenatrice; il resto dell'area tecnica è composta da Tyler Taylor, come assistente allenatore volontario, mentre la parte atletica viene curata da Juanita Bracy e Taylor Ungricht.
In squadra ci sono sei volti nuovi, tra i quali spiccano i nomi di Kathryn Plummer, miglior realizzatrice delle Cardinal al termine della stagione, affiancata dai buoni innesti di Jenna Gray, Morgan Hentz e Audriana Fitzmorris, anch'esse impiegate regolarmente nel corso dell'annata. In uscita si registrano invece cinque nomi, tra i quali Brittany Howard, che, terminata la carriera universitaria nell'indoor, si unisce al programma di beach volley della Pepperdine per il suo ultimo anno di eleggibilità nella disciplina, mentre Madison Bugg, conclusa la carriera universitaria, firma il suo primo contratto professionistico in Svizzera.
Nella prima fase di stagione le Cardinal, come sempre impegnate in Pac-12 Conference, iniziano in maniera un po' altalenante, prima di infilare un filotto di sei successi consecutivi a settembre, interrotto da un nuovo periodo di alternanza di risultati. Dopo la sconfitta contro la UC Los Angeles, la squadra cambia definitivamente marcia, vincendo tutti gli incontri restanti, ad eccezione del nuovo scontro con le Bruins. Con un record di 15 vittorie e 5 sconfitte in conference, la Cardinal terminano la Pac-12 Conference in seconda posizione, alle spalle della Washington, centrando comunque l'ingresso tra i sessantaquattro programmi qualificati in NCAA Division I.
Le Cardinal arrivano al torneo regionale NCAA come testa di serie numero 6, sbarazzandosi agevolmente nei primi due turni rispettivamente della Denver e della Boise State, ospitati al Maples Pavilion di Stanford. Approdate in Sweet 16, le Cardinal giocano al Wisconsin Field House di Madison, eliminando nella semifinale regionale la Florida State, prima di affrontare in finale le padrone di casa e testa di serie numero 3 della Wisconsin, rimontando da 0-2 a 3-2, per centrare la ventesima apparizione in Final four. Nel torneo regionale Oyinkansola Ajanaku viene premiata come MPV, raggiunta da Kathryn Plummer e Morgan Hentz nel sestetto ideale.
La Final four va in scena alla Nationwide Arena di Columbus. Nella semifinale nazionale la Stanford University affronta la testa di serie numero 2 della Minnesota, superandola in quattro set, raggiungendo la quindicesima finale della propria storia. L'atto conclusivo del torneo NCAA vede le Cardinal affrontare la Texas, alla seconda finale consecutiva, nella quale a spuntarla è l'università californiana in quattro set, che regalano alla Stanford University il settimo titolo NCAA della propria storia. Anche nel torneo nazionale Oyinkansola Ajanaku viene eletta miglior giocatrice, raggiunta nuovamente da Kathryn Plummer e Morgan Hentz nel sestetto ideale, dove si aggiunge anche Jenna Gray. 
Oyinkansola Ajanaku e Kathryn Plummer vengono inoltre inserite nello All-America First Team, mentre Merete Lutz fa parte dello All-America Third Team.

## Organigramma societario
Area direttiva
- Presidente: Bernard Muir

Area organizzativa
- Direttore delle operazioni: Amy Brown

Area tecnica
- Allenatore: John Dunning
- Allenatore associato: Denise Corlett
- Assistente allenatore: Cassidy Lichtman
- Assistente allenatore volontario: Tyler Taylor
- Preparatore atletico: Juanita Bracy, Taylor Ungricht

## Rosa
| N° | Nome                | Ruolo | Data di nascita  | Nazionalità sportiva | Anno      |
| -- | ------------------- | ----- | ---------------- | -------------------- | --------- |
| 1  | Jenna Gray          | P     | 28 febbraio 1998 | Stati Uniti          | Freshman  |
| 2  | Kathryn Plummer     | S     | 16 ottobre 1998  | Stati Uniti          | Freshman  |
| 3  | Hayley Hodson       | S     | 8 settembre 1996 | Stati Uniti          | Sophomore |
| 4  | Kelsey Humphreys    | P     | 17 gennaio 1995  | Stati Uniti          | Senior    |
| 6  | Babatamilore Alade  | C     | -                | Canada               | Sophomore |
| 7  | Ivana Vanjak        | S     | 30 maggio 1995   | Germania             | Junior    |
| 8  | Michaela Keefe      | S     | -                | Stati Uniti          | Freshman  |
| 9  | Morgan Hentz        | L     | 27 luglio 1998   | Stati Uniti          | Freshman  |
| 10 | Payton Chang        | S     | -                | Stati Uniti          | Sophomore |
| 12 | Oyinkansola Ajanaku | C     | 26 dicembre 1993 | Stati Uniti          | Senior    |
| 14 | Halland McKenna     | S     | -                | Stati Uniti          | Sophomore |
| 17 | Merete Lutz         | O     | 7 novembre 1994  | Stati Uniti          | Junior    |
| 19 | Alexis Froistad     | C     | -                | Stati Uniti          | Sophomore |
| 20 | Caitlin Keefe       | S     | -                | Stati Uniti          | Freshman  |
| 24 | Audriana Fitzmorris | C     | 10 ottobre 1997  | Stati Uniti          | Freshman  |
| 25 | Courtney Bowen      | C     | -                | Stati Uniti          | Freshman  |

## Mercato
| Acquisti | Acquisti            | Acquisti           | Acquisti   |
| R.       | Nome                | da                 | Modalità   |
| -------- | ------------------- | ------------------ | ---------- |
| P        | Jenna Gray          | St. James Academy  | definitivo |
| S        | Kathryn Plummer     | Aliso Niguel HS    | definitivo |
| S        | Michaela Keefe      | Marymount HS       | definitivo |
| L        | Morgan Hentz        | Notre Dame Academy | definitivo |
| S        | Caitlin Keefe       | Marymount HS       | definitivo |
| C        | Audriana Fitzmorris | St. James Academy  | definitivo |

| Cessioni | Cessioni        | Cessioni   | Cessioni   |
| R.       | Nome            | a          | Modalità   |
| -------- | --------------- | ---------- | ---------- |
| S        | Brittany Howard | Pepperdine | definitivo |
| P        | Madison Bugg    | Neuchâtel  | definitivo |
| S        | Jordan Burgess  | -          | ritirata   |
| L        | Sarah Benjamin  | -          | ritirata   |
| S        | Grace Kennedy   | -          | ritirata   |

## Risultati

### Pac-12 Conference

#### Regular season
| 26 agosto 2016 Maples Pavilion, Stanford               | Stanford            | 2 - 3 | San Diego           | 25-22, 25-19, 15-25, 21-25, 11-15 |
| 28 agosto 2016 Maples Pavilion, Stanford               | Stanford            | 3 - 2 | Minnesota           | 25-23, 25-15, 25-27, 25-19        |
| 3 settembre 2016 Coors Events Center, Boulder          | Stanford            | 3 - 2 | Illinois            | 25-22, 19-25, 25-12, 20-25, 15-12 |
| 4 settembre 2016 Coors Events Center, Boulder          | Stanford            | 3 - 0 | Penn State          | 26-24, 25-18, 25-22               |
| 9 settembre 2016 Maples Pavilion, Stanford             | Stanford            | 2 - 3 | Purdue              | 33-31, 25-12, 23-25, 26-28, 11-15 |
| 11 settembre 2016 Maples Pavilion, Stanford            | Stanford            | 3 - 2 | Cal Poly            | 25-14, 23-25, 27-25, 25-13, 15-10 |
| 16 settembre 2016 McKeon Pavilion, Moraga              | Saint Mary's        | 0 - 3 | Stanford            | 19-25, 17-25, 12-25               |
| 17 settembre 2016 Alex G. Spanos Center, Stockton      | Pacific             | 0 - 3 | Stanford            | 21-25, 22-25, 17-25               |
| 20 settembre 2016 Haas Pavilion, Berkeley              | UC Berkeley         | 1 - 3 | Stanford            | 25-23, 22-25, 24-26, 13-25        |
| 23 settembre 2016 Gill Coliseum, Corvallis             | Oregon State        | 0 - 3 | Stanford            | 27-29, 15-25, 8-25                |
| 28 settembre 2016 Hec Edmundson Pavilion, Seattle      | Washington          | 2 - 3 | Stanford            | 25-21, 20-25, 21-25, 25-17, 9-15  |
| 30 settembre 2016 Bohler Gymnasium, Pullman            | Washington State    | 3 - 2 | Stanford            | 25-15, 17-25, 26-24, 26-28, 15-8  |
| 7 ottobre 2016 Maples Pavilion, Stanford               | Stanford            | 3 - 1 | Colorado            | 25-17, 23-25, 25-19, 25-18        |
| 9 ottobre 2016 Maples Pavilion, Stanford               | Stanford            | 1 - 3 | Utah                | 24-26, 25-20, 23-25, 19-25        |
| 14 ottobre 2016 Maples Pavilion, Stanford              | Stanford            | 1 - 3 | Arizona             | 21-25, 26-28, 27-25, 21-25        |
| 15 ottobre 2016 Maples Pavilion, Stanford              | Stanford            | 3 - 0 | Arizona State       | 25-13, 25-17, 25-19               |
| 21 ottobre 2016 Pauley Pavilion, Los Angeles           | UC Los Angeles      | 3 - 1 | Stanford            | 17-25, 25-17, 25-21, 25-22        |
| 23 ottobre 2016 Galen Center, Los Angeles              | Southern California | 0 - 3 | Stanford            | 22-25, 19-25, 21-25               |
| 26 ottobre 2016 Maples Pavilion, Stanford              | Stanford            | 3 - 0 | Washington          | 25-16, 25-20, 26-24               |
| 28 ottobre 2016 Maples Pavilion, Stanford              | Stanford            | 3 - 0 | Washington State    | 25-18, 25-21, 25-21               |
| 4 novembre 2016 Coors Events Center, Boulder           | Colorado            | 1 - 3 | Stanford            | 19-25, 16-25, 25-14, 20-25        |
| 5 novembre 2016 Jon M. Huntsman Center, Salt Lake City | Utah                | 0 - 3 | Stanford            | 22-25. 20-25, 16-25               |
| 10 novembre 2016 Maples Pavilion, Stanford             | Stanford            | 3 - 1 | Southern California | 25-19, 25-21, 23-25, 25-22        |
| 12 novembre 2016 Maples Pavilion, Stanford             | Stanford            | 2 - 3 | UC Los Angeles      | 16-25, 25-21, 23-25, 25-16, 11-15 |
| 18 novembre 2016 Wells Fargo Arena, Tempe              | Arizona State       | 0 - 3 | Stanford            | 21-25, 17-25, 18-25               |
| 20 novembre 2016 McKale Center, Tucson                 | Arizona             | 0 - 3 | Stanford            | 19-25, 23-25, 18-25               |
| 23 novembre 2016 Maples Pavilion, Stanford             | Stanford            | 3 - 0 | Oregon              | 25-22, 25-11, 25-22               |
| 25 novembre 2016 Maples Pavilion, Stanford             | Stanford            | 3 - 0 | UC Berkeley         | 25-15, 25-8, 25-15                |

### NCAA Division I

#### Fase regionale
| 2 dicembre 2016 - Primo turno Maples Pavilion, Stanford        | Stanford  | 3 - 0 | Denver        | 25-12, 25-22, 25-20              |
| 3 dicembre 2016 - Secondo turno Maples Pavilion, Stanford      | Stanford  | 3 - 0 | Boise State   | 25-11, 25-22, 25-18              |
| 9 dicembre 2016 - Sweet Sixteen Wisconsin Field House, Madison | Stanford  | 3 - 1 | Florida State | 25-27, 25-20, 25-9, 25-23        |
| 10 dicembre 2016 - Elite Eight Wisconsin Field House, Madison  | Wisconsin | 2 - 3 | Stanford      | 25-18, 26-24, 21-25, 21-25, 9-15 |

#### Final Four
| 15 dicembre 2016 - Semifinali Nationwide Arena, Columbus | Minnesota | 1 - 3 | Stanford | 24-26, 19-25, 25-22, 22-25 |
| 17 dicembre 2016 - Finale Nationwide Arena, Columbus     | Texas     | 1 - 3 | Stanford | 21-25, 19-25, 25-18, 21-25 |

## Statistiche

### Statistiche di squadra
| Competizione                      | Punti | In casa | In casa | In casa | In trasferta | In trasferta | In trasferta | Campo neutro | Campo neutro | Campo neutro | Totale | Totale | Totale |
| Competizione                      | Punti | G       | V       | P       | G            | V            | P            | G            | V            | P            | G      | V      | P      |
| --------------------------------- | ----- | ------- | ------- | ------- | ------------ | ------------ | ------------ | ------------ | ------------ | ------------ | ------ | ------ | ------ |
| Pac-12 Conference NCAA Division I | .794  | 17      | 12      | 5       | 13           | 11           | 2            | 4            | 4            | 0            | 34     | 27     | 7      |
| Totale                            | .794  | 17      | 12      | 5       | 13           | 11           | 2            | 4            | 4            | 0            | 34     | 27     | 7      |

G = partite giocate; V = partite vinte; P = partite perse

### Statistiche dei giocatori
| Giocatrice    | Pac-12 Conference NCAA Division I | Pac-12 Conference NCAA Division I | Pac-12 Conference NCAA Division I | Pac-12 Conference NCAA Division I | Pac-12 Conference NCAA Division I | Totale | Totale | Totale | Totale | Totale |
| Giocatrice    | P                                 | PT                                | AV                                | MV                                | BV                                | P      | PT     | AV     | MV     | BV     |
| ------------- | --------------------------------- | --------------------------------- | --------------------------------- | --------------------------------- | --------------------------------- | ------ | ------ | ------ | ------ | ------ |
| O. Ajanaku    | 33                                | 468                               | 360                               | 104                               | 4                                 | 33     | 468    | 360    | 104    | 4      |
| B. Alade      | 8                                 | 31                                | 16                                | 15                                | 0                                 | 8      | 31     | 16     | 15     | 0      |
| C. Bowen      | 3                                 | 1.5                               | 1                                 | 0.5                               | 0                                 | 3      | 1.5    | 1      | 0.5    | 0      |
| P. Chang      | 5                                 | 0                                 | 0                                 | 0                                 | 0                                 | 5      | 0      | 0      | 0      | 0      |
| A. Fitzmorris | 34                                | 431                               | 311                               | 107                               | 13                                | 34     | 431    | 311    | 107    | 13     |
| A. Froistad   | 0                                 | 0                                 | 0                                 | 0                                 | 0                                 | 0      | 0      | 0      | 0      | 0      |
| J. Gray       | 34                                | 106                               | 57                                | 30                                | 19                                | 34     | 106    | 57     | 30     | 19     |
| M. Hentz      | 34                                | 20                                | 4                                 | 0                                 | 16                                | 34     | 20     | 4      | 0      | 16     |
| H. Hodson     | 6                                 | 77                                | 61                                | 6                                 | 10                                | 6      | 77     | 61     | 6      | 10     |
| K. Humphreys  | 34                                | 15.5                              | 1                                 | 0.5                               | 14                                | 34     | 15.5   | 1      | 0.5    | 14     |
| C. Keefe      | 4                                 | 0                                 | 0                                 | 0                                 | 0                                 | 4      | 0      | 0      | 0      | 0      |
| M. Keefe      | 28                                | 50.5                              | 45                                | 2.5                               | 3                                 | 28     | 50.5   | 45     | 2.5    | 3      |
| M. Lutz       | 34                                | 366                               | 296                               | 70                                | 0                                 | 34     | 366    | 296    | 70     | 0      |
| H. McKenna    | 34                                | 21                                | 0                                 | 0                                 | 21                                | 34     | 21     | 0      | 0      | 21     |
| K. Plummer    | 34                                | 512.5                             | 431                               | 61.5                              | 20                                | 34     | 512.5  | 431    | 61.5   | 20     |
| I. Vanjak     | 34                                | 290                               | 253                               | 36                                | 1                                 | 34     | 290    | 253    | 36     | 1      |

P = presenze; PT = punti totali; AV = attacchi vincenti; MV = muri vincenti; BV = battute vincenti

NB: I muri singoli valgono una unità di punto, mentre i muri doppi e tripli valgono mezza unità di punto; anche i giocatori nel ruolo di libero sono impegnati al servizio